# Cerveteri (vino)
Il Cerveteri è una DOC riservata ad alcuni vini la cui produzione è consentita nella città metropolitana di Roma.

## Tipologie

### Cerveteri bianco amabile
| uvaggio                        | Trebbiano Giallo min 50.0% max 100.0%; Trebbiano Toscano min 50.0% max 100.0%; Malvasia Bianca di Candia max 35.0%; Malvasia del Lazio max 35.0%. |
| titolo alcolometrico minimo    | 11,00 % vol. |
| acidità totale minima          | xx g/l. |
| estratto secco minimo          | 14,00 g/l |
| resa massima di uva per ettaro | 140 q. |
| resa massima di uva in vino    | 70 % |

#### Caratteri organolettici
- Aspetto: giallo paglierino;
- Olfatto: fruttato, gradevole, delicato;
- Gusto: amabile.

#### Abbinamenti consigliati
Antipasti di pesce, pesce al forno o alla griglia.